# Ülendi
Ülendi is een plaats in de Estlandse gemeente Hiiumaa, provincie Hiiumaa. De plaats heeft de status van dorp (Estisch: küla).
Ülendi hoorde tot in oktober 2013 bij de gemeente Kõrgessaare, daarna tot in oktober 2017 bij de gemeente Hiiu en sindsdien bij de fusiegemeente Hiiumaa.

## Bevolking
De ontwikkeling van het aantal inwoners blijkt uit het volgende staatje:
| Jaar            | 2000 | 2011 | 2018 | 2019 | 2020 | 2021 |
| --------------- | ---- | ---- | ---- | ---- | ---- | ---- |
| Aantal inwoners | 4    | 5    | 4    | 7    | 16   | 17   |

## Ligging
Het dorp ligt aan de zuidkust van het schiereiland Kõpu.

## Bezienswaardigheden
Bij Ülendi staat een winterlinde met een omtrek van 6 meter en een hoogte van 5 meter, de Ülendi pärn of Ülendi ohvripärn. Volgens de overlevering werd de boom tot in de 19e eeuw als heilig beschouwd en werden er offers gebracht. Op 22 september 1989 stak een vandaal de boom in brand. Rond de vernielde stam kwamen echter weer nieuwe scheuten op, zodat een meerstammige boom ontstond.
In de buurt van de linde staat een jeneverbes met een omtrek van een meter en een hoogte van 8 meter.
Bij Ülendi ligt een zwerfsteen van 10 x 8 x 6 meter, de Kõpu suurkivi.

## Geschiedenis
Ülendi werd voor het eerst genoemd in 1688 onder de naam Üllepeldo Jürgen, een boerderij op het landgoed van Hohenholm (Kõrgessaare). De volgende jaren kwam de naam terug in diverse varianten: Üllepöldo Andres, Ülepöldo Siem en Üllapollo Andruse Kersti. In 1798 werd Ülendi onder de naam Üllepöld genoemd als dorp. In 1816 heette het Ullenty Andrus en in 1834 Ullende Andrus.
Tussen 1977 en 1997 maakte Ülendi deel uit van het buurdorp Kiduspe.

## Foto's

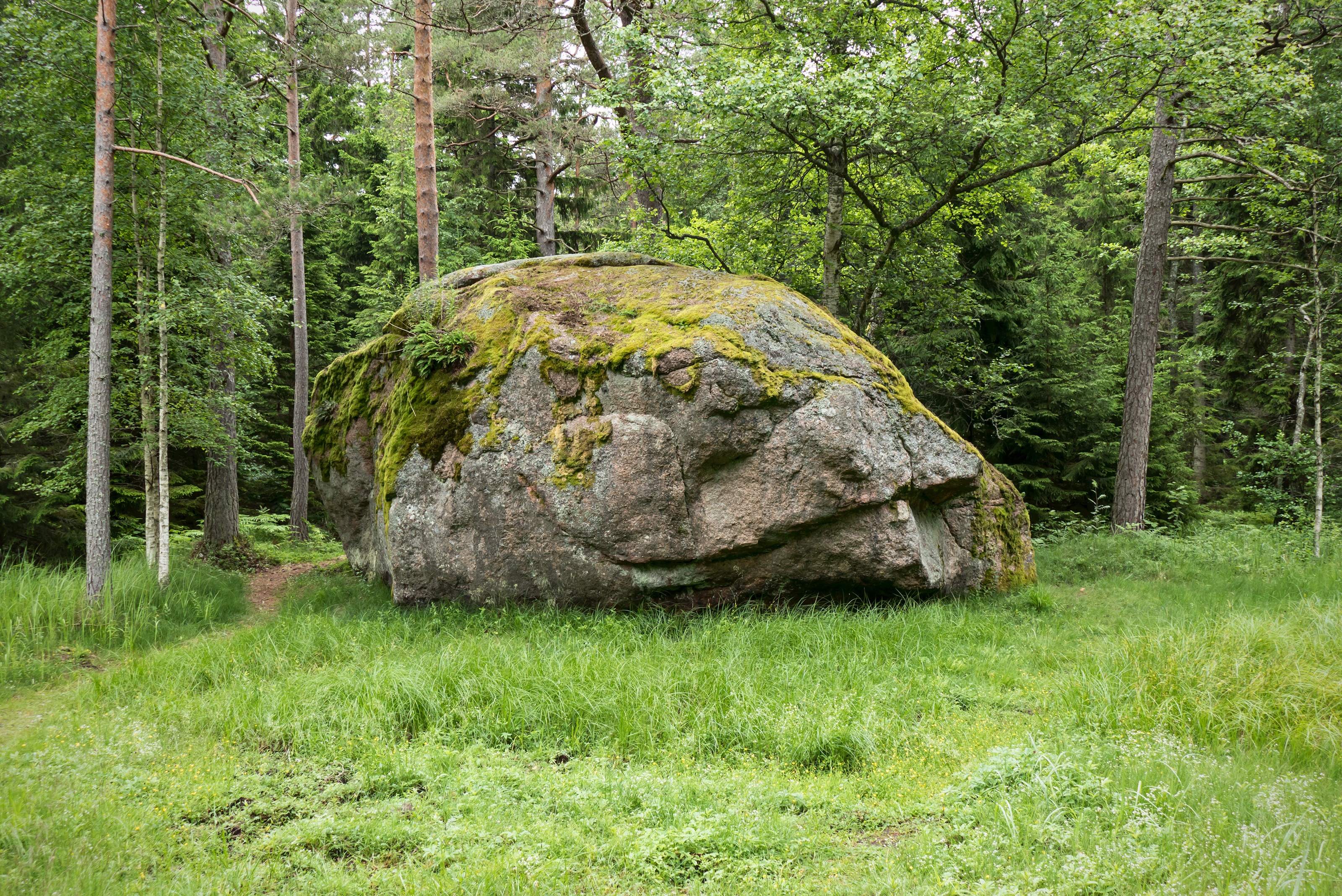
Zwerfkei bij Ülendi
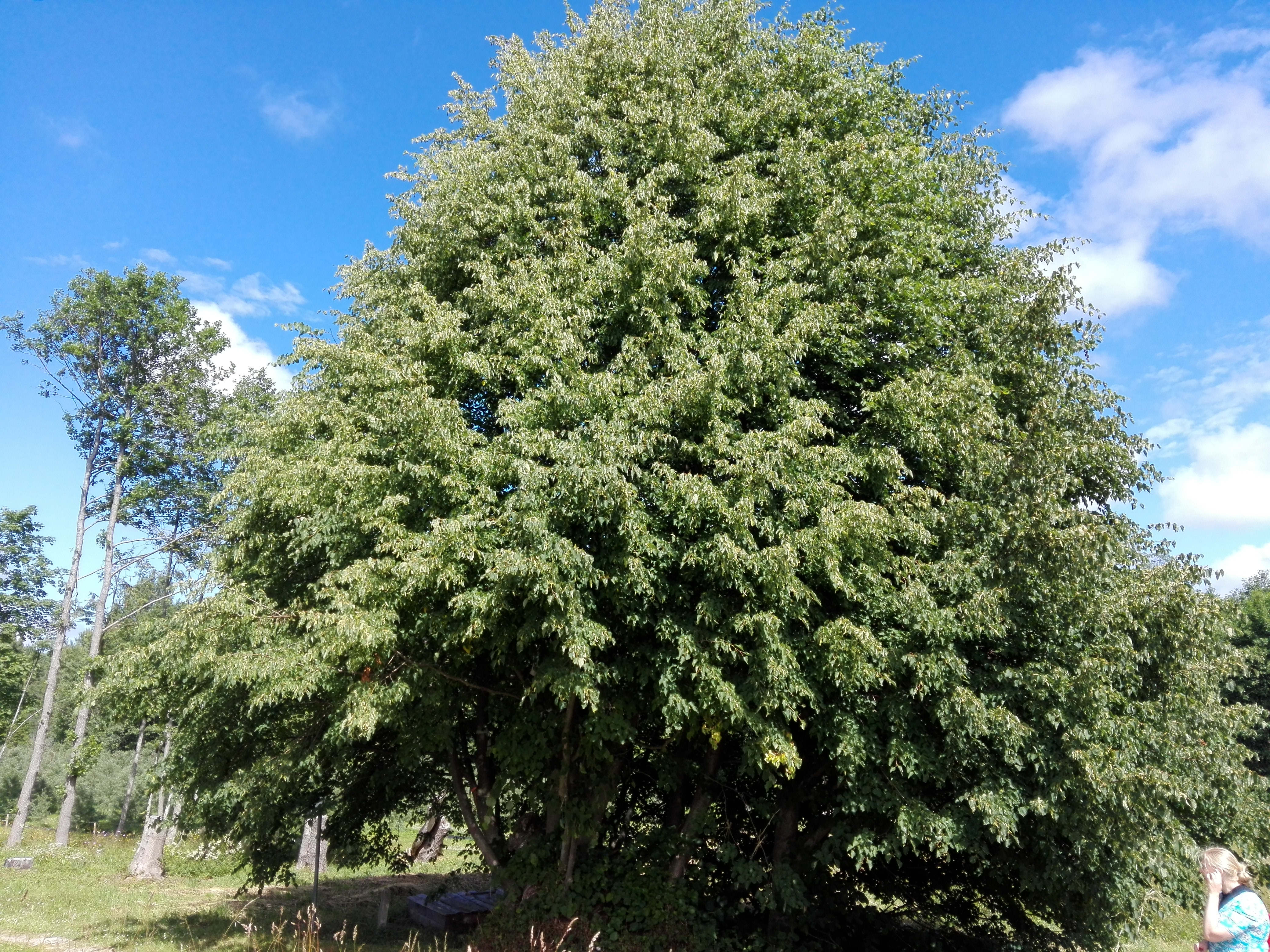
De Ülendi ohvripärn
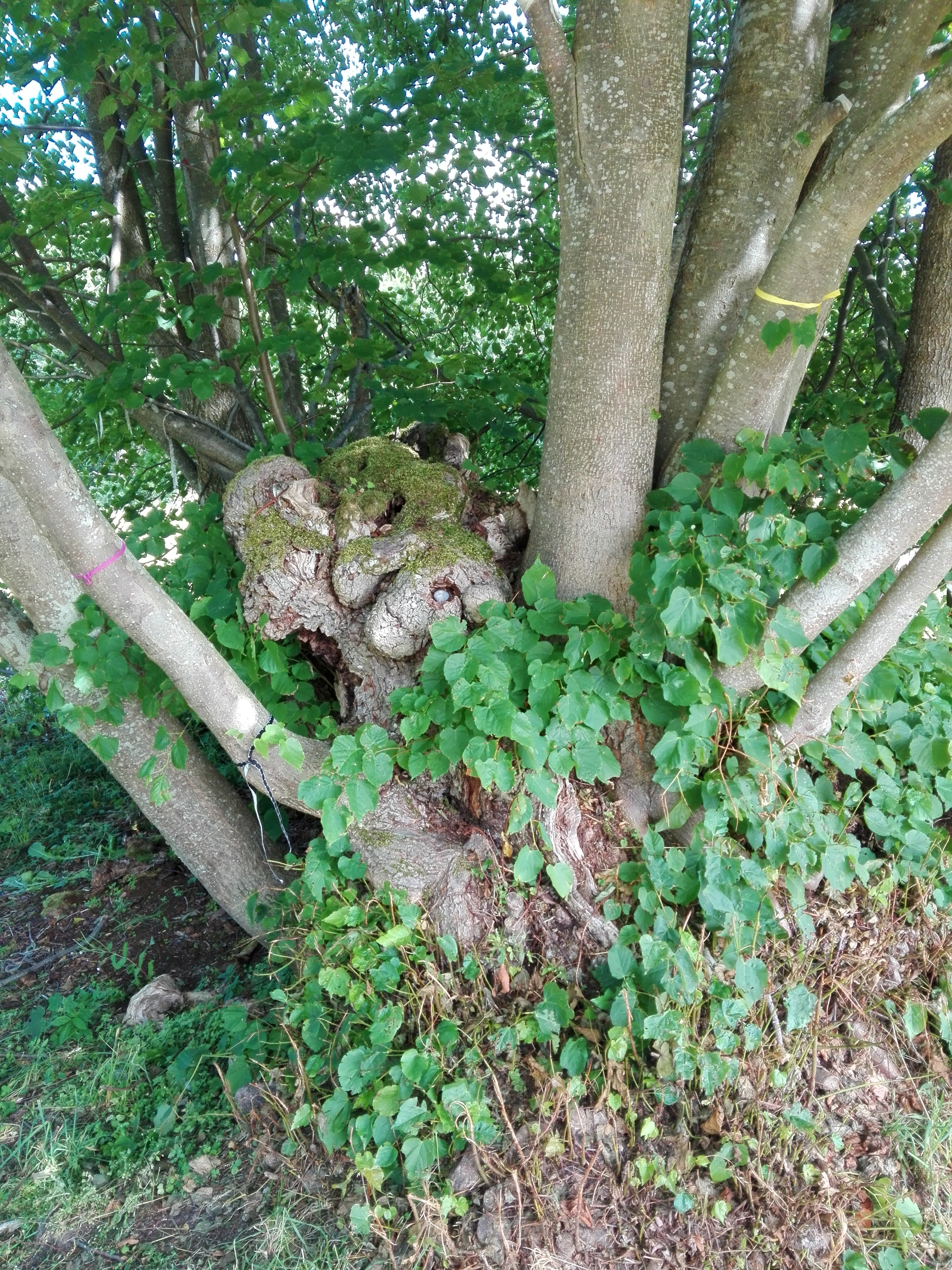
De stammen van de boom